# Karlstejnia
Genre
Karlstejnia est un genre de collemboles de la famille des Tullbergiidae.

## Distribution
Les espèces de ce genre se rencontrent dans le Nord de la zone holarctique.

## Liste des espèces
Selon Checklist of the Collembola of the World (version du 16 septembre 2019) :
- Karlstejnia annae Rusek, 1974
- Karlstejnia montana Rusek, 1978
- Karlstejnia norvegica (Fjellberg, 1974)
- Karlstejnia rusekiana Weiner, 1983
- Karlstejnia sibirica Rusek, 1978

## Publication originale
- Rusek, 1974 : Zur Taxonomie der Tullberginae (Apterygota: Collembola). Věstník Československé společnosti zoologické, vol. 38, no 1, p. 61-70.